# Gentianella profusa
Gentianella profusa är en gentianaväxtart som beskrevs av J.S. Pringle. Gentianella profusa ingår i släktet gentianellor, och familjen gentianaväxter. Inga underarter finns listade i Catalogue of Life.